# Campeonato Mundial de Ciclismo em Estrada de 2005

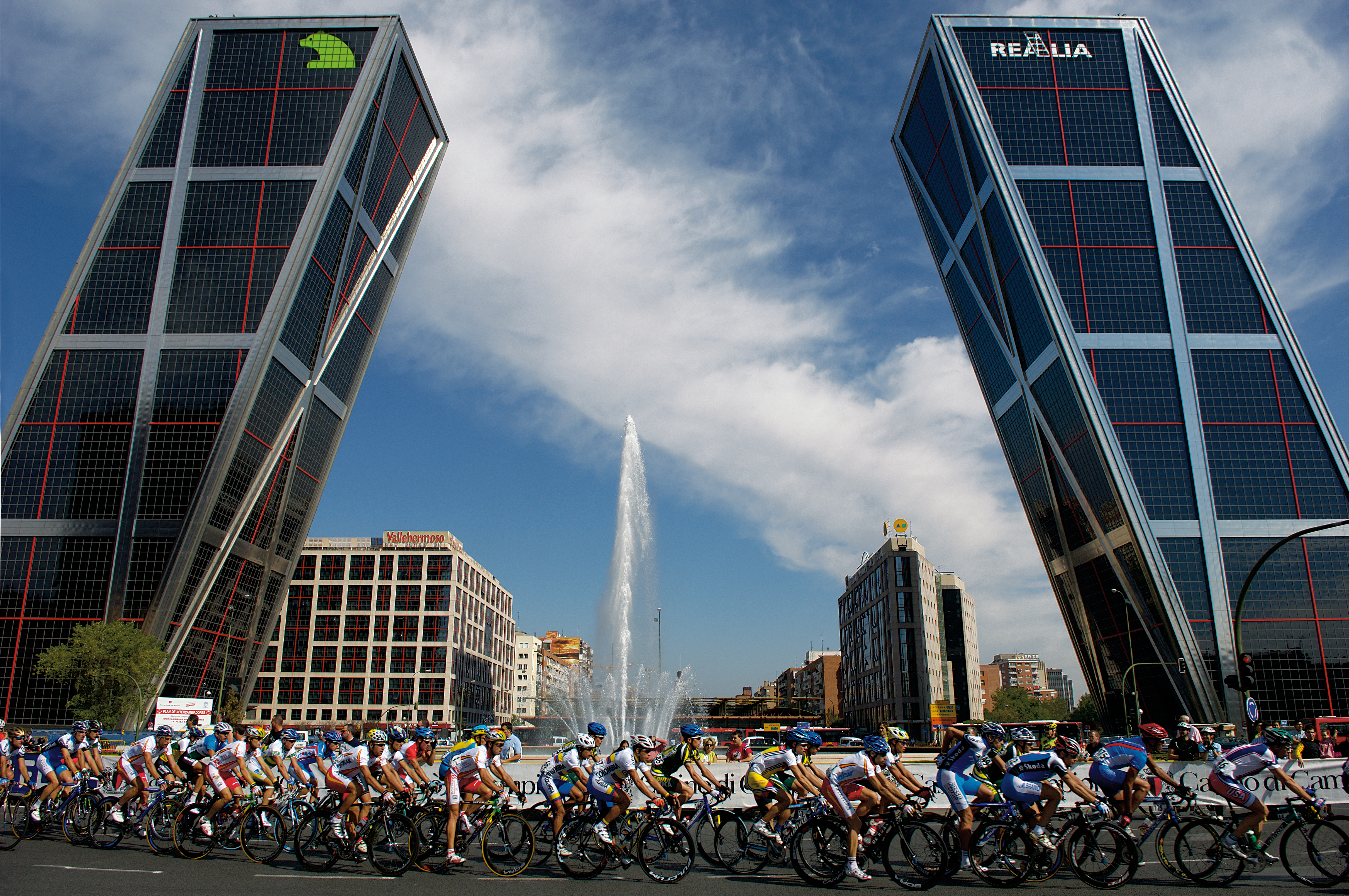
Corrida masculina na sua passagem pela Praça de Castilla e Porta da Europa

O LXXII Campeonato Mundial de Ciclismo em Estrada realizou-se na cidade de Madrid (Espanha) entre 20 e 25 de setembro de 2005, baixo a organização da União Ciclista Internacional (UCI) e a Real Federação Espanhola de Ciclismo (RFEC).
O campeonato constou de corridas nas especialidades de contrarrelógio e de rota, nas divisões elite masculino, elite feminino e masculino sub-23; ao todo outorgaram-se seis títulos de campeão.

## Calendário
| Dia   | Hora*       | Evento                  | Distância |
| ----- | ----------- | ----------------------- | --------- |
| 20.09 | 19:30-20:30 | Cerimónia de abertura   | --        |
| 21.09 | 10:00-12:45 | Contrarrelógio F        | 21,9 km   |
| 21.09 | 13:00-17:45 | Contrarrelógio M Sub-23 | 37,9 km   |
| 22.09 | 13:00-17:45 | Contrarrelógio M        | 44,1 km   |
| 23.09 |             | Descanso                |           |
| 24.09 | 09:00-12:45 | Estrada F               | 126 km    |
| 24.09 | 13:00-18:15 | Estrada M Sub-23        | 168 km    |
| 25.09 | 10:00-17:00 | Estrada M               | 273 km    |

- (*) – Hora local de Madrid (UTC+2, CEST)

## Resultados

### Masculino
- - Contrarrelógio

| Posto  | Ciclista            | País      | Tempo    |
| ------ | ------------------- | --------- | -------- |
| Ouro   | Michael Rogers      | Austrália | 53:34,49 |
| Prata  | José Iván Gutiérrez | Espanha   | 53:58,26 |
| Bronze | Fabian Cancellara   | Suíça     | 53:58,38 |

- - Rota

| Posto  | Ciclista           | País    | Tempo   |
| ------ | ------------------ | ------- | ------- |
| Ouro   | Tom Boonen         | Bélgica | 6:26:10 |
| Prata  | Alejandro Valverde | Espanha | 6:26:10 |
| Bronze | Anthony Geslin     | França  | 6:26:10 |

### Feminino
- - Contrarrelógio

| Posto  | Ciclista          | País           | Tempo    |
| ------ | ----------------- | -------------- | -------- |
| Ouro   | Karin Thürig      | Suíça          | 28:51,08 |
| Prata  | Joane Somarriba   | Espanha        | 28:56,88 |
| Bronze | Kristin Armstrong | Estados Unidos | 29:30,35 |

- - Rota

| Posto  | Ciclista          | País        | Tempo   |
| ------ | ----------------- | ----------- | ------- |
| Ouro   | Regina Schleicher | Alemanha    | 3:08:58 |
| Prata  | Nicole Cooke      | Reino Unido | 3:08:58 |
| Bronze | Oenone Wood       | Austrália   | 3:08:58 |

### Sub-23
- - Contrarrelógio

| Posto  | Ciclista         | País          | Tempo    |
| ------ | ---------------- | ------------- | -------- |
| Ouro   | Mijaíl Ignátiev  | Rússia        | 47:24,28 |
| Prata  | Dmytro Grabovsky | Ucrânia       | 47:58,90 |
| Bronze | Peter Latham     | Nova Zelândia | 48:01,61 |

- - Rota

| Posto  | Ciclista         | País      | Tempo   |
| ------ | ---------------- | --------- | ------- |
| Ouro   | Dmytro Grabovsky | Ucrânia   | 3:56:23 |
| Prata  | William Walker   | Austrália | 3:56:46 |
| Bronze | Yevgueni Popov   | Rússia    | 3:56:46 |

## Medalheiro
| 1 | Austrália      | 1 | 1 | 1 | 3  |
| 2 | Ucrânia        | 1 | 1 | 0 | 2  |
| 3 | Suíça          | 1 | 0 | 1 | 2  |
| 3 | Rússia         | 1 | 0 | 1 | 2  |
| 5 | Alemanha       | 1 | 0 | 0 | 1  |
| 5 | Bélgica        | 1 | 0 | 0 | 1  |
| 7 | Espanha        | 0 | 3 | 0 | 3  |
| 8 | Reino Unido    | 0 | 1 | 0 | 1  |
| 9 | Estados Unidos | 0 | 0 | 1 | 1  |
| 9 | França         | 0 | 0 | 1 | 1  |
| 9 | Nova Zelândia  | 0 | 0 | 1 | 1  |
|   | TOTAL          | 6 | 6 | 6 | 18 |